# Comté de Middlesex (Massachusetts)
Pour les articles homonymes, voir Middlesex et Comté de Middlesex.
Le comté de Middlesex est un comté situé dans l'État du Massachusetts aux États-Unis. Au recensement de 2000, sa population s'élevait à 1 465 396 personnes. Il existe deux chefs-lieux :  Cambridge et Lowell.
Le comté s'étend sur 2 195 km2.
À l'instar d'un nombre croissant de comtés du Massachusetts, le comté de Middlesex existe aujourd'hui seulement en tant que région géographique historique et n'a plus de gouvernement spécifique. La plupart des fonctions exécutives et électives locales ont été transférées aux agences de l'État en 1997.

## Historique
Entre 1775 et 1784, le nombre d'affaires de vol et de cambriolage est multiplié par quatre. Le niveau se maintient ensuite jusqu'en 1790, décline légèrement pendant les années du boom économique, puis double pendant la dépression de 1807.

## Villes et villages
- Acton
- Arlington
- Ashby
- Ashland
- Ayer
- -- Fort Devens (ancienne base de l'armée, aussi dénommée « Devens »)
- Bedford
- Belmont
- Billerica
- -- Pinehurst (quartier de Billerica)
- Boxborough
- Burlington
- Cambridge
- Carlisle
- Chelmsford
- Concord
- -- West Concord (quartier de Concord)
- Dracut
- Dunstable
- East Pepperell
- Everett
- Framingham
- Groton
- Holliston
- Hopkinton
- Hudson
- Lexington
- Lincoln
- Littleton
- -- Littleton Common (hameau de Littleton)
- Lowell
- Malden
- Marlborough
- Maynard
- Medford
- Melrose
- Natick
- Newton
- -- Auburndale** (hameau de Newton)
- -- Chestnut Hill** (hameau de Newton et Brookline, Massachusetts)
- -- Newton Center** (hameau de Newton)
- -- Newton Highlands** (hameau de Newton)
- -- Newton Lower Falls** (hameau de Newton)
- -- Newton Upper Falls** (hameau de Newton)
- -- Newtonville** (hameau de Newton)
- -- Nonantum** (hameau de Newton)
- -- Waban** (hameau de Newton)
- North Reading
- Pepperell
- Reading
- Sherborn
- Shirley
- Somerville
- Stoneham
- Stow
- Sudbury
- Tewksbury
- Townsend
- Tyngsborough
- Wakefield
- Waltham
- Watertown
- Wayland
- -- Cochituate (quartier de Wayland)
- Westford
- Weston
- Wilmington
- Winchester
- Woburn

* Les villages sont une division de recensement mais n'ont pas d'existence juridique séparée de la ville dans laquelle ils se trouvent

** Les hameaux de la ville de Newton sont initialement des secteurs postaux, qui  sont devenus utilisés comme secteurs géographiques de manière assez commune.